# Nyitott mondat
Az 1960-as évek új matematikájának szaknyelvében jelent meg, a nyitott mondat egy olyan mondat, melyben a változók helyére az alaphalmazból elemeket helyettesítve a kifejezés kiértékelése igaz vagy hamis eredményt ad.
Az elemi matematikaoktatásban nem terjedt el, továbbra is az egyenlet, egyenlőtlenség független változókkal stb. a használatos kifejezésmód, habár a matematikai logikában és az analitikus filozófiában abszolúte köznapinak számít a „nyitott mondat” (valójában inkább „nyílt mondat”) és „zárt mondat” megnevezés (valójában bizonyos reformok részeként e tudományágak hatására próbálták elterjeszteni az elemi matematikaoktatásban; ld. a formalizmus és az Új Matematika szócikkeket).
A matematikai tételek predikatív szempontból való osztályzása, ennek részeként a nyílt-zárt megkülönböztetés felfedezése és logikai alapparadigmává tétele végső soron Gottlob Frege műve, bár ő nem a „zárt” és „nyílt”, hanem a „határozott” és „határozatlan” (illetve, „kiegészítésre szoruló”, „kitöltetlen” stb.) kifejezéseket használta.
A nyitott mondat kifejezést főleg alapfokú oktatási (alsó tagozatos) matematika tankönyvek használják érthetőbb, világosabb hangzása miatt. Ott nem egyszer valóban szöveges mondatokat jelöl ez a megnevezés.
Az összes számértéket, melyre a nyitott mondat igaz értéket ad, megoldásnak nevezzük. Ha az alaphalmaz minden értéke megoldás, akkor azonosságról beszélünk.
Példák nyitott mondatra:
1. {\displaystyle 3x-9=21}, {\displaystyle x} egyetlen megoldása az egész számok halmazán a 10.
2. {\displaystyle 4x+3>9}, a valós számok halmazán minden 1,5-nél nagyobb valós szám megoldás.
3. {\displaystyle x+y=0}, a valós számpárok halmazán azok a párok adják a megoldást, melyek egymás additív inverzei.
4. {\displaystyle 3x+9=3(x+3)}, azonosság, mert az alaphalmaz minden értéke megoldás.
5. {\displaystyle 2x-7=2(x-4)}, nincs megoldása egyetlen számkörben sem.

A 2. példa egyenlőtlenség, a többi pedig egyenlet.
A nyitott mondathoz minden esetben (gyakran csak közvetett módon) tartozik egy alaphalmaz, ami kijelöli azt a számkört, amiben a megoldásokat keressük. Lehet alaphalmaz a valós számok halmaza, vagy akár kereshetjük a megoldásokat az egészek körében. A fenti 2. példában 1,5 megoldás, ha alaphalmaznak a valós számokat választjuk, de nem megoldás, ha ugyanezt az egészek körében keressük. Az utóbbi esetben csak az 1,5-nél nagyobb egész számok a megoldások, tehát: 2, 3, 4, és így tovább. Másrészről pedig az alaphalmaznak a komplex számokat választva ez a feladat értelmetlen (persze más esetben lehet értelmes). Természetesen az azonosság is csak az alaphalmaz értékeire szorítkozhat.
Az alaphalmaz használható a nyitott mondat megoldásainak felírásánál, amihez logikai jeleket és kvantorokat is használhatunk. Például a fenti második példa megoldását a következő módon formalizálhatjuk:
Minden x-re, {\displaystyle 4x+3>9} akkor, és csak akkor ha {\displaystyle x>1,5}.
Itt a minden x-re fordulat közvetetten azt sugallja, hogy az alaphalmaz minden szóba jövő matematikai objektumot jelent, azaz a lehető legbővebb számhalmazt.
A fentiek folyományaként előállnak olyan esetek is, amikor a változók egyáltalán nem számokat jelentenek, mint például a függvényegyenleteknél. Tekintsük a következő kifejezést:
f*f = f,
ami x minden értékére a következőt jelenti: {\displaystyle f(x)*f(x)=f(x)}. Amennyiben az alaphalmaznak az összes valós függvényt tekintjük, akkor f-re kapható megoldás olyan függvényeket jelent, amik értéke csak 0, vagy csak 1 lehet. Amennyiben az alaphalmaz a folytonos függvények halmaza, akkor két konstans függvény lehet megoldás, az azonosan 0 és az azonosan 1 függvény.